# Пшеничниківська сільська рада
| Пшеничниківська сільська рада — орган місцевого самоврядування у Тисменицькому районі Івано-Франківської області з адміністративним центром у с. Пшеничники. Водоймища на території, підпорядкованій даній раді: річка Ворона. Сільській раді підпорядковані населені пункти: - с. Пшеничники — площа: 16,66 км²; населення: 1230 ос. - с. Погоня — площа: 0,73 км²; населення: 235 ос. |

## Склад ради
Рада складається з 16 депутатів та голови.

### Керівний склад ради
| ПІБ                         | Основні відомості                                            | Дата обрання | Дата звільнення |
| --------------------------- | ------------------------------------------------------------ | ------------ | --------------- |
| Качурак Теодозій Васильович | Сільський голова, 1947 року народження, освіта, безпартійний | 26.03.2006   | 31.10.2010      |

Примітка: таблиця складена за даними джерела